# Symbiose
Symbiose er betegnelsen for samliv mellem forskellige arter (af græsk: sym = "sammen" + bios = "liv"), hvad enten der er tale om samliv mellem planter, dyr eller bakterier, eller mellem disse grupper indbyrdes. Den aktive partner i samlivet kaldes symbionten. Den passive partner kaldes værten. Disse termer blev introduceret af den tyske plantepatolog Anton de Bary i midten af det nittende århundrede, med en bred definition. Kort tid efter introduceredes en smallere definition, hvor kun samliv der er til fordel for begge parter betegnes som ægte symbiose. Det er i dag de Barys definition, der anvendes i den akademiske verden

## Mutualisme, kommensalisme og parasitisme
Anton de Barys definition påhæftes kvalitative undertermer såsom mutualisme (til fordel for begge parter), kommensalisme (til fordel for en og neutralt for den anden part) og parasitisme (til fordel for en part og ulempe for den anden part).
Mutualisme er et samliv mellem forskellige organismer, hvor begge får gavn, dvs. et positivt udbytte. Et par eksempler: myrer der beskytter bladlus, og til gengæld belønnes med sukker. Meget videregående eksempler på symbiose er laver (lav-arter, lichener), hvor svampe og alger danner en fælles vækst, eller koraller, der har indlemmet fotosyntetiserende alger i deres krop.
Det kan i praksis være svært at skelne mellem de forskellige former. Et eksempel er de mikroskopiske orkide-frø, der kræver infektion af en svamp, der leverer det nødvendige sukker, så frøet kan spire under naturlige forhold; men hvis svampeinfektionen bliver for voldsom, tager den livet af frøet/orkideen. Det kan endda blive mere indviklet, for hvis svampen ikke får overhånd, begynder orkideen at snylte på svampen for at udvikle sig, og først når orkideen er udviklet, så får svampen sukker fra orkideen.

## Smal definition
Relativt få år efter at Anton de Bary havde introduceret sin term og definition, havde en anden symbiosedefinition vundet tilhængere. Ifølge denne definition er der kun tale om en symbiose, hvis samlivet er til fordel for begge parter, altså hvis der. Desuden hæftes kvalifikationen "ægte" på, for netop at understrege en "ægte" symbiose er en, der er til fordel for begge parter, og at der altså er tale om mutualisme.
I forhold til denne definition giver de Barys mulighed for at inkludere flere typer samliv, og det kan ske uden at påhæfte underbegreberne ægte og falsk. Den er derfor bedre egnet til at beskrive de fleste økosystemer og de organismer, der findes her. Desuden bør man lægge mærke til, at der er videnskabelig tradition for, at den først introducerede definition har fortrinsret (såkaldt historisk præcedens), så længe den ikke er behæftet med fejl, og den anses for at være bedre.[kilde mangler] De Barys originale definition har ingen fejl og anses netop af mange eksperter for at være bedre end den yngre definition, fordi den er bredere.

## Begrebet brugt i bredere sammenhænge
Begrebet "symbiose" bruges også i overført betydning om et forhold imellem mennesker, hvoraf begge har fordel, og imellem virksomheder, f.eks. industriel symbiose).

## Amensalisme
Amensalisme er et samspil mellem dyre- eller plantepopulationer, hvor den ene undertrykker den anden uden at have nogen fordel af det. Det vel nok kendteste eksempel på amensalisme er skarven, der dræber redetræerne med sine ekskrementer. Et andet eksempel er, at nogle mennesker slår edderkopper ihjel.